# 暴风芋属

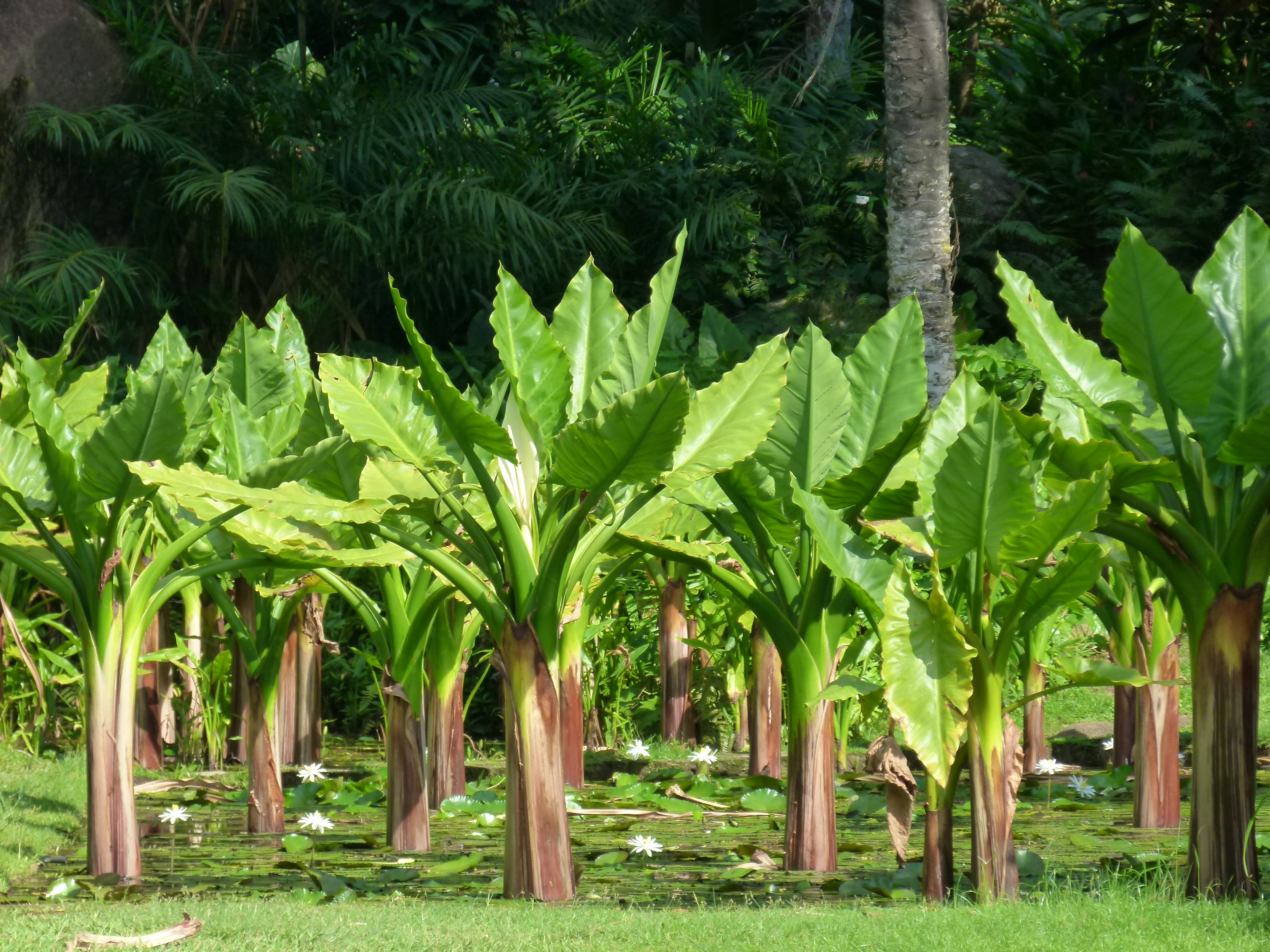
来自塞舌尔弗勒里山植物园的暴风芋（2016年3月）

暴风芋属（学名：Typhonodorum）是天南星科开花植物的单型属。该属仅有一个种，即暴风芋（Typhonodorum lindleyanum，又叫马达加斯加巨水芋）。该属原产于马达加斯加、科摩罗、桑给巴尔、留尼旺和毛里求斯。该属被认为与箭南星属密切相关，尽管箭南星属仅在北美洲发现并且在非洲大陆似乎不存在与之密切相关的属。没有化石证据表明这两个属之间存在关联，因此有人提出，这两属可能起源于非洲曾经的一个属。该假象的属在5000万年前传播到北美和马达加斯加，然后才中断。之后该假象属灭绝，但在北美和马达加斯加的后代仍然幸存。